# Olenëk
L'Olenëk (in russo Оленёк?; in lingua sacha: Өлөөн) è un fiume della Russia siberiana orientale (Repubblica Autonoma della Sacha-Jacuzia e Territorio di Krasnojarsk), tributario del mare di Laptev.

## Percorso
Nasce nell'estrema zona nord-orientale dell'altopiano del Viljuj, scorrendo dapprima con direzione orientale con un corso sinuoso piuttosto incassato; all'incirca verso la metà del suo percorso compie un'ampia svolta prendendo direzione nord-orientale che mantiene fino al basso corso, nei pressi dell'insediamento di Sklad, dove volge il suo corso verso nord-ovest prima di sfociare con un delta di circa 475 km² nel golfo dell'Olenëk (mare di Laptev), non lontano dal delta della Lena.
Nel bacino del fiume è sviluppata l'industria ittica.

## Bacino idrografico
Il bacino idrografico dell'Olenëk si estende interamente in una zona remota, dal clima molto freddo che provoca una bassissima densità di popolazione; pochissimi sono infatti i centri abitati incontrati nel suo corso (Olenëk, Ust'-Olenëk, Sklad, Tajmylyr), nessuno dei quali di rilievo. Il fiume è gelato, mediamente, dalla fine di settembre (o primi di ottobre) a fine maggio-primi di giugno.

## Affluenti
Fra i molti affluenti ricevuti, i maggiori sono Arga-Sala, Ukukit, Birekte, Kuojka, Benčime, Bur, Buolkalach dalla sinistra idrografica, Alakit, Chorbusuonka, Merčimden, Kelimjar, Kjutingde e Siligir dalla destra.